# Цзяґувень

Ворожильні кістки, написи на ворожильних кістках (кит. 甲骨文 jiǎgǔwén; англ. oracle bones, oracle bone script) — китайські писемні пам'ятки часів династії Шан-Їнь (XIV—XI ст. до н. е.). Являють собою написи на черепашачих панцирах та кістках тварин; в першу чергу використовувалися для ворожби. У великій кількості стали доступними для дослідників після розкопок, що були проведені біля м. Аньян (провінція Хенань), на місці колишньої столиці Їнь 殷 (звідси інше ім'я: 殷墟文字 Yīn xū wénzì «надписи з їньської столиці»). Написи було знайдено на території сучасних провінцій Хенань, Шаньдун, Шаньсі, Хубей, Хебей. Оскільки серед написів цього роду були знайдені такі, що не пов'язані із ворожінням, загальна китайська назва бу ци 卜辞 (bǔcí, «написи для ворожби») поступово виходить із вжитку.

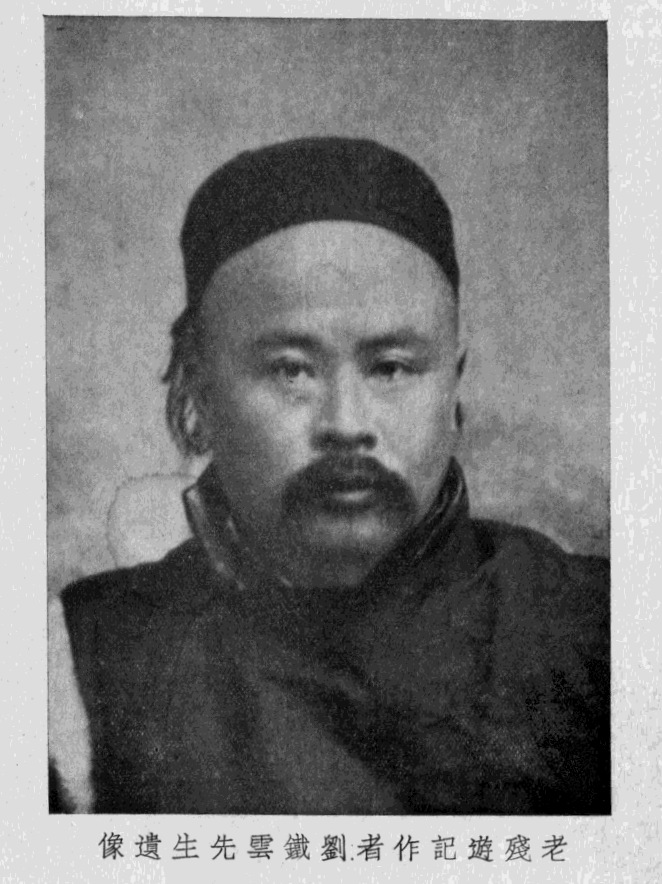
Лю Е (Тєюнь), один з перших інтелектуалів що зацікавилися знайденням зразків цзяґувень.

Вважається, що для запису повсякденних речей у Шан використовувалися менш довговічні матеріали, що не збереглися. Тому, незважаючи на цінність для вивчення релігії Шан, написи цзяґувень не можуть вважатися багатостороннім відображенням писемної культури свого часу.

## Як використовувалися написи для ворожби
При ухваленні будь-яких важливих рішень вани (правителі Шан) зверталися до надприродних істот, тому написи для ворожби зустрічаються дуже часто. Надписи наносив не сам ван, а оракул.
1. Спочатку на панцирі або кістці писалося питання (часто воно починалося з ієрогліфа 貞 zhēn «ворожити, питатися»). Так само могли вказуватися ім'я оракула та князя, дата ворожби і, іноді, місце ворожби.
2. Панцир або кістка клалися у вогонь, і за тріщинами ван визначав результат ворожби. Потім спеціальний жрець наносив напис з результатом на кістку чи панцир.
3. Якщо до того, як результат буде видно, відбувалися якісь з'яви (сильний дощ, вітер), вони теж вказувалися на панцирі (кістці).
4. Через деякий час після напису вказувалося, чи справдилася ворожба.

Одне і те ж питання часто ставилося декілька разів. Ця характеристика напису називається серійністю, і вона значно допомагає при сучасній розшифровці цзяґувень, адже можна визначити, які знаки написані з помилками, і які знаки пропущені.

## Надписи, не зв'язані з ворожбою
Зустрічаються так само й інші написи:
- Таблиці циклічних знаків
- Генеалогічні таблиці
- Можливо, словник (написи невідомою писемністю пояснюються ієрогліфами).

За статисткою на 2008 рік було висунуто узагальнення, що авторство 90 % написів не належало колу володаря країни.